# 鳥嶼金山殿
鳥嶼金山殿，又作後廟，乃相對於被稱前廟的福德宮。臺灣澎湖縣廟宇，白沙鄉鳥嶼村公廟（鳥嶼），赤崁澳角頭廟，主祀保生大帝（佛公祖）。

## 沿革
「鳥嶼」為澎湖縣白沙島東側海域一外島，需自岐頭村岐頭漁港轉乘船隻方能抵達。鳥嶼自明朝末年、清領初期左右便有移民從福建遷入，亦有部份住民係從赤崁村徙居。
根據《重修白沙鄉志》以及鳥嶼金山殿內沿革碑誌記述，金山殿開基年份為道光三十年（1850年），建廟起源不詳，奉保生大帝為主祀神明，俗稱佛公祖，另外配祀文衡聖帝以及觀音佛祖，其廟身坐落於鳥嶼聚落北側，可遙望吉貝嶼，居民習稱後廟，而相對於位於聚落南側、面朝鳥嶼漁港的鳥嶼福德宮，則被稱作前廟。
由於鳥嶼金山殿廟門朝北，因北風強勁之故，無法將廟門敞開，終年僅開一扇門。居民另有傳說，因鳥嶼金山殿與北側吉貝嶼媽祖廟正門相對，加之民間素有「大道公風、媽祖婆雨」鬥法的說法，未免保生大帝與媽祖長期鬥法導致村落不寧，所以才有僅開一扇門的做法。
鳥嶼金山殿經歷多次修建，次數不詳，現今廟舍乃重建於民國86年（1997年）農曆三月廿六日，並於同年八月十日竣工，興建總工程經費為新台幣350萬元。廟埕前方安置石敢當結界，作為鎮煞止災之用，石碑上落款分別為飛將軍李廣、樊梨花以及薛丁山的名號。

## 圖輯

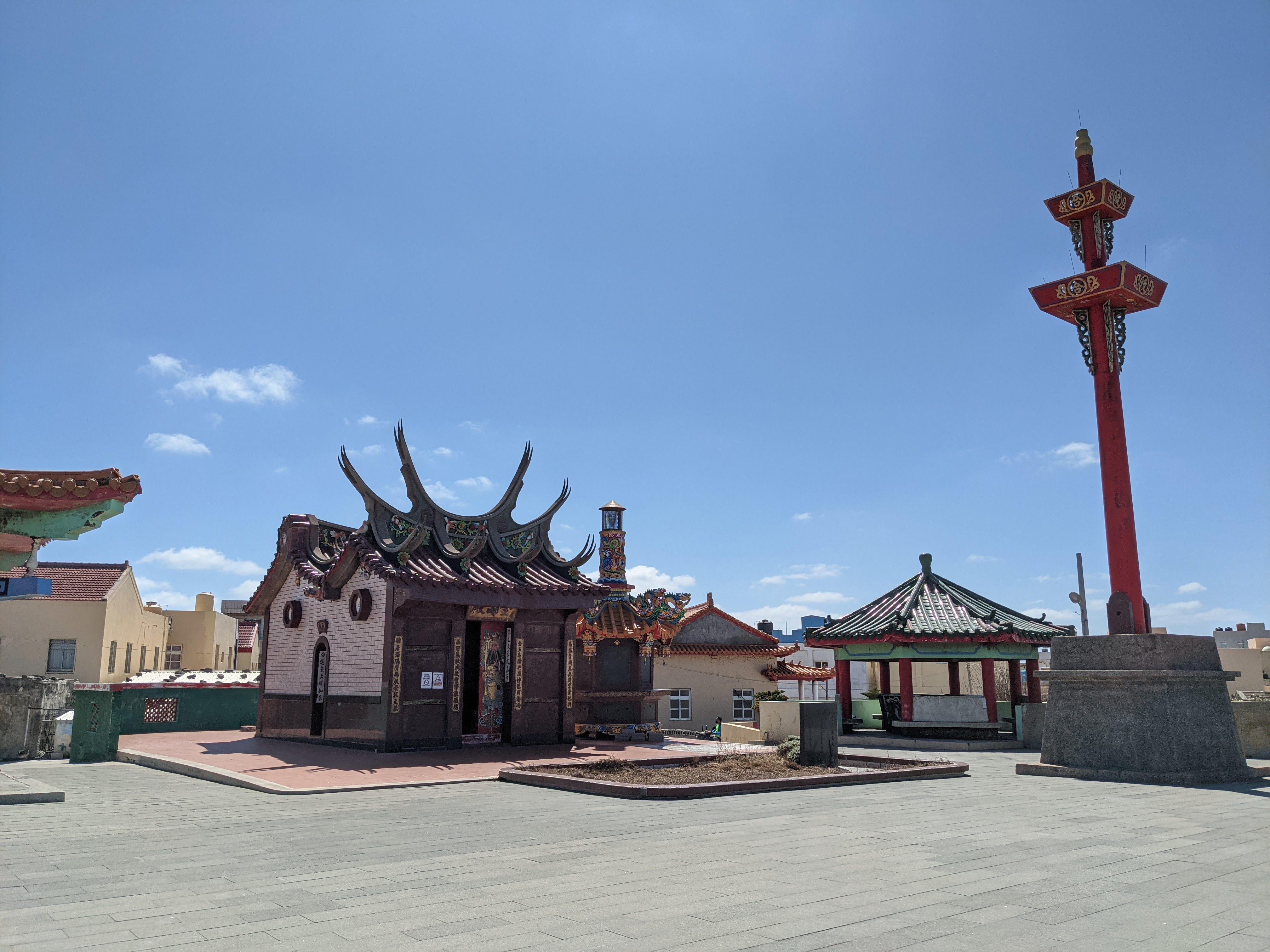
廟埕、旗桿
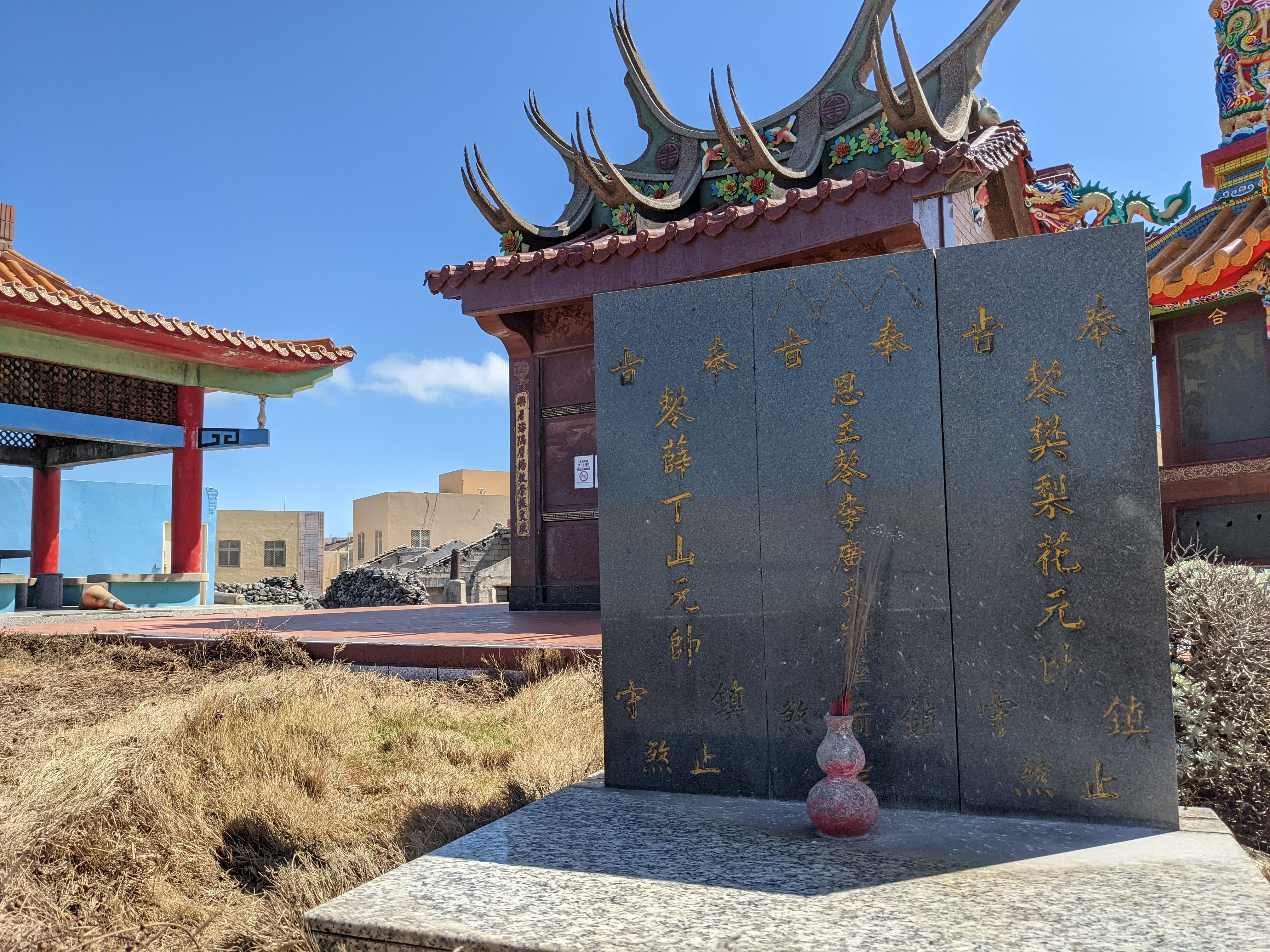
石敢當鎮煞結界
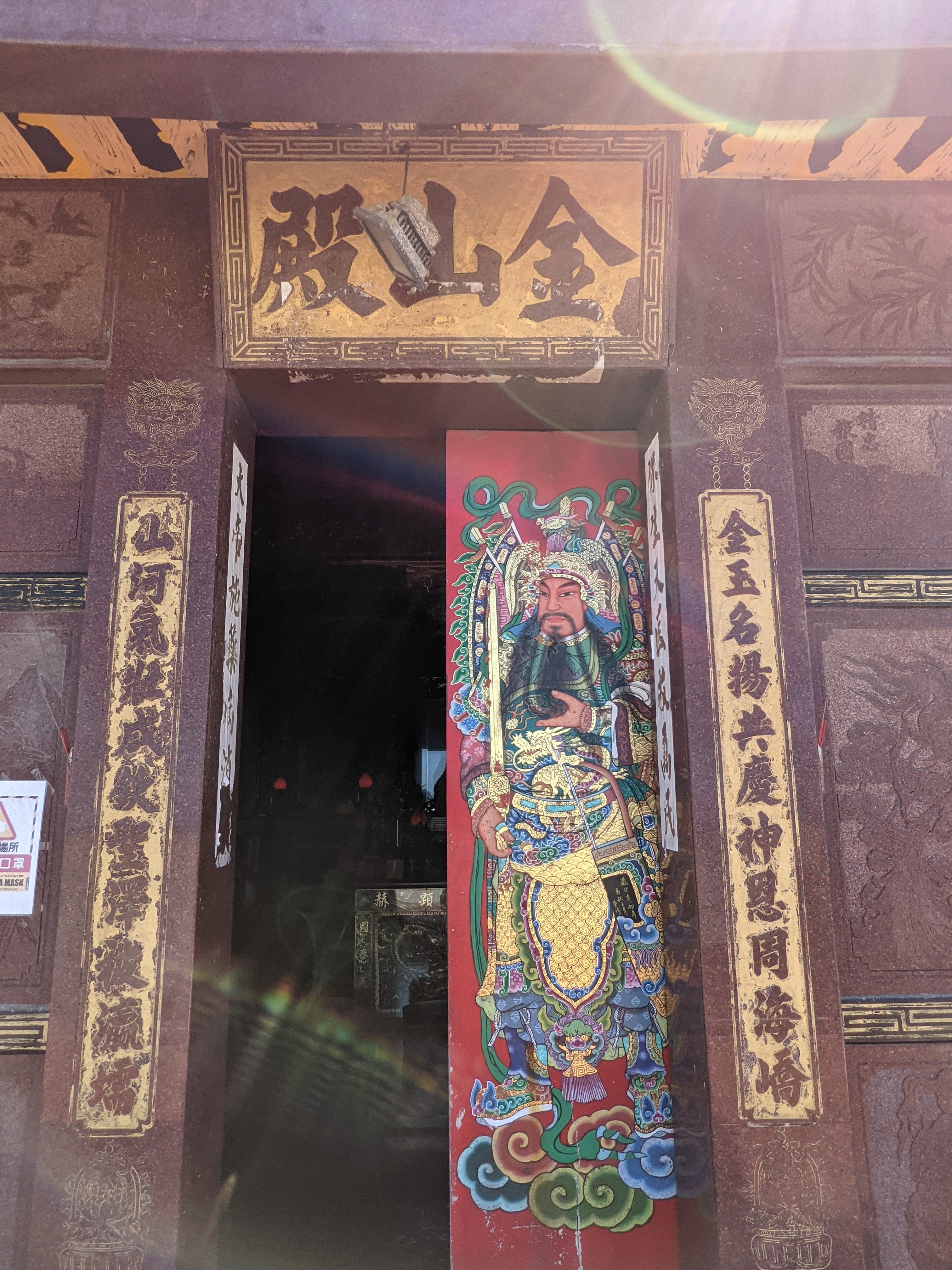
門神、楹聯
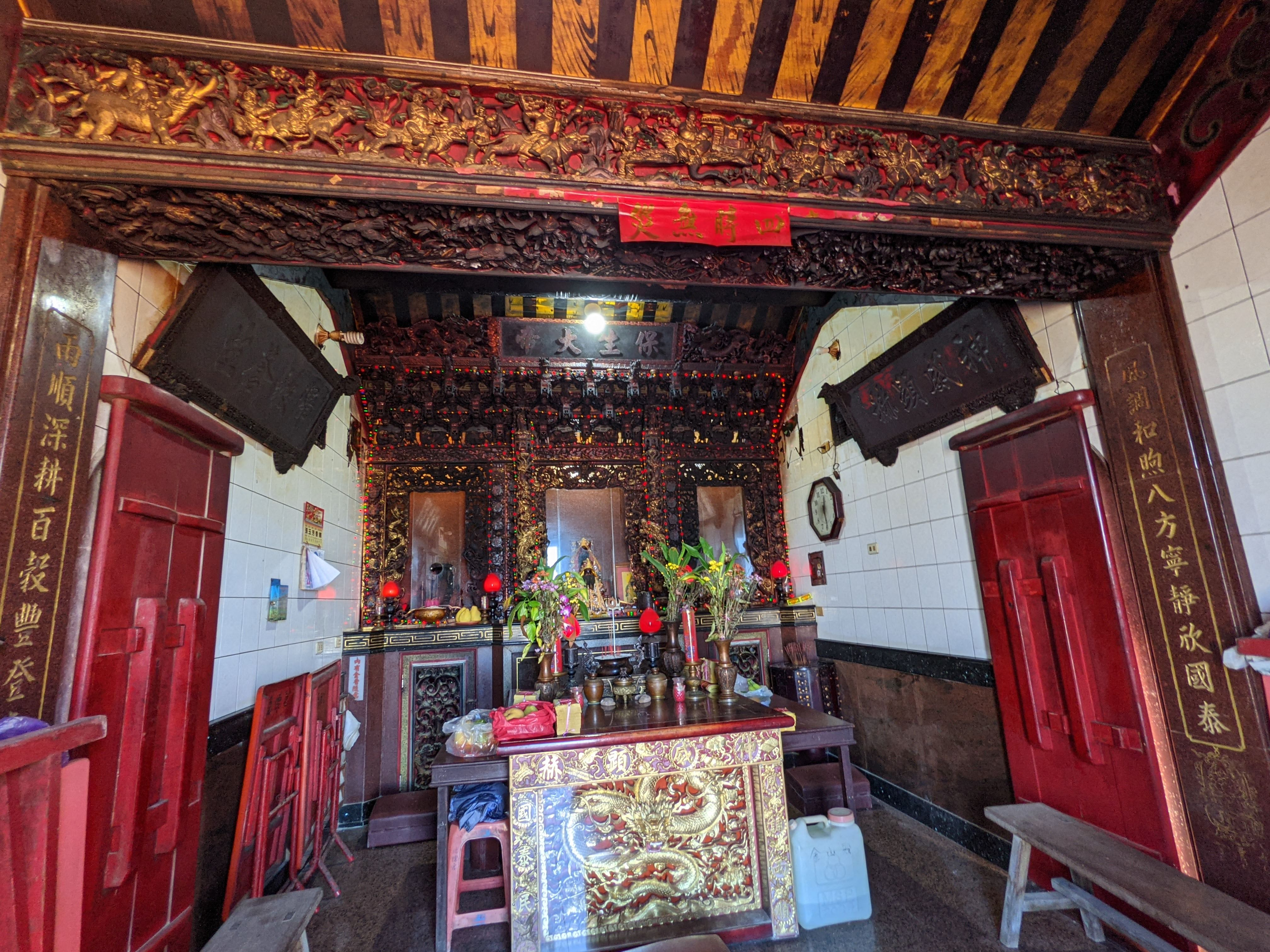
神明廳
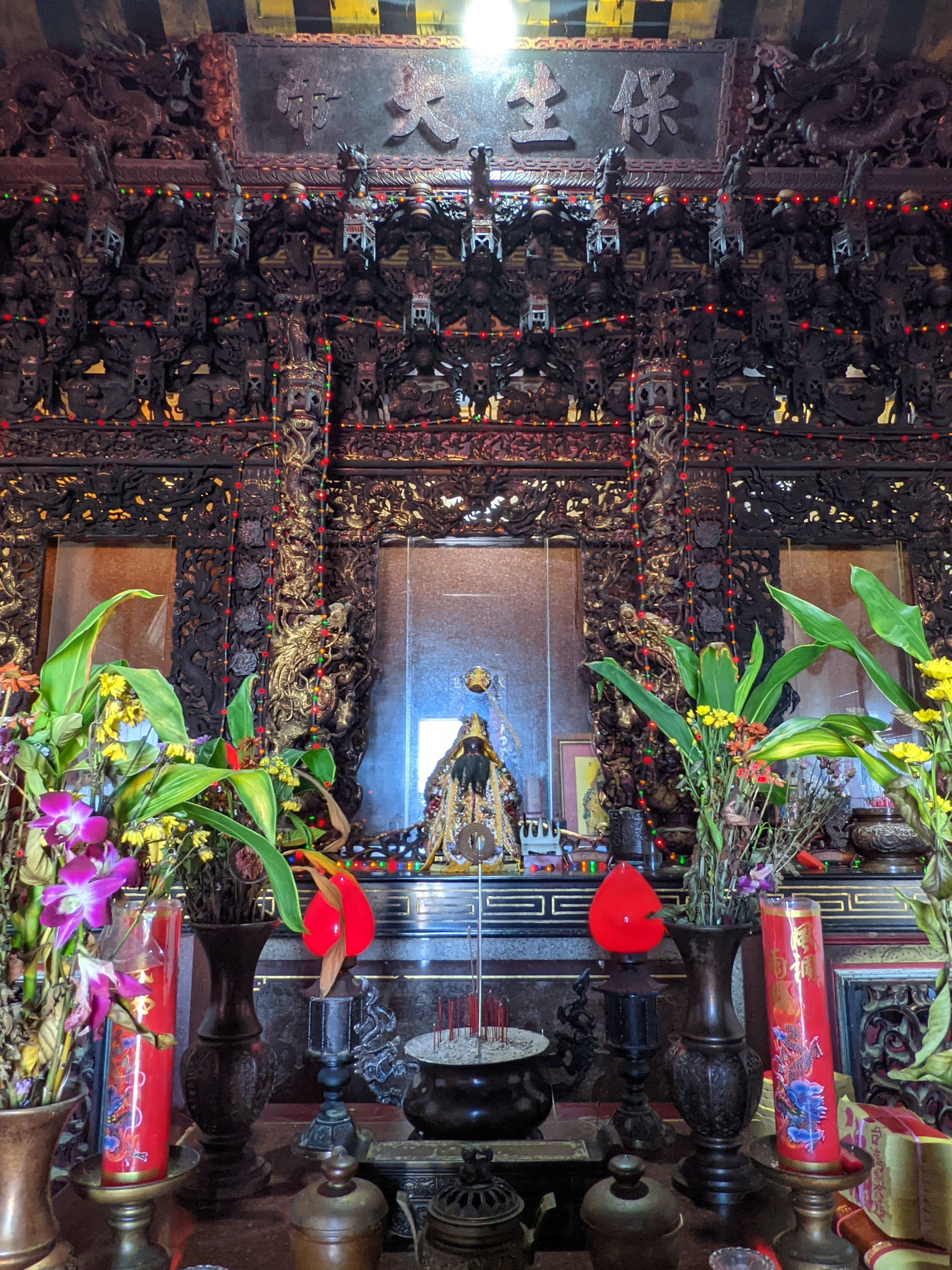
保生大帝像
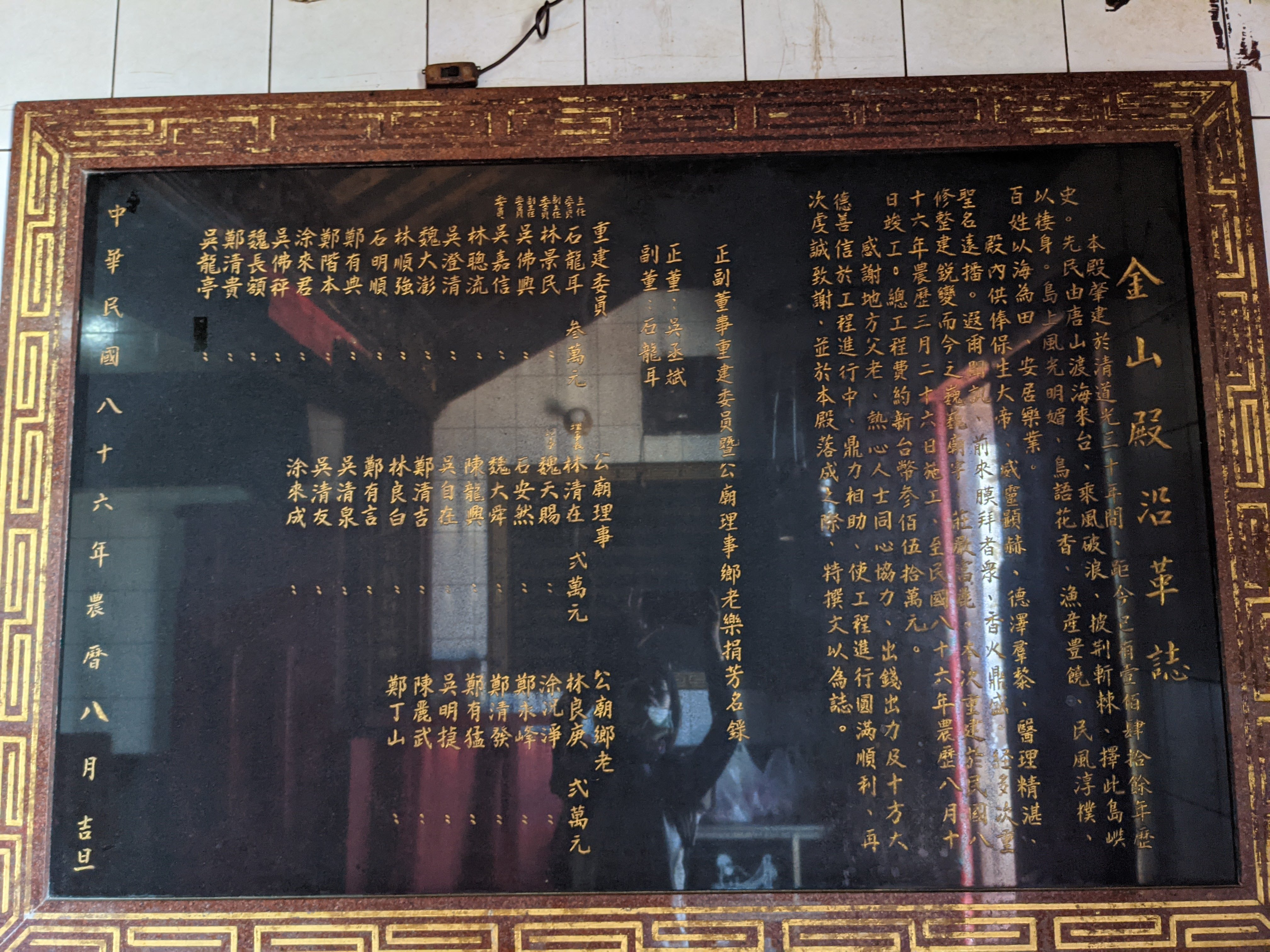
金山殿沿革志（1997年）